# Satyrus asahidakeana
Satyrus asahidakeana är en fjärilsart som beskrevs av Fujioka 1970. Satyrus asahidakeana ingår i släktet Satyrus och familjen praktfjärilar. Inga underarter finns listade.